# Церковь Святой Троицы (Шумшеваши)
Це́рковь Свято́й Тро́ицы в Шумшева́ши (чув. Шӗмшешри Сӑваплă Виҫпӗрлев чиркӗвӗ) — православная церковь Чебоксарской епархии (Московская патриархия), расположенная в селе Шумшеваши Аликовского района Чувашской Республики (Российская Федерация).
Храм трехпрестольный: Святой Троицы, Покрова Пресвятой Богородицы, Святого Николая Чудотворца. Церковь каменная, теплая, длина с колокольней 15,5 саж., наибольшая ширина 9 саженей. Церковь пятиглавая.
Приход церкви Святой Троицы зарегистрирован 25.12.1999. Председатель приходского совета И.Р.Филиппов.
В храме служат два священника, диакон, два псаломщика.

## История
Церковь Святой Троицы в Шумшеваши была построена на средства прихожан в 1881 г.
Советские власти храм закрыли в 1941 г. По просьбе прихожан возобновила деятельность в 1993 г. Идет восстановление.